# Вільясансо-де-Вальдерадуей
Вільясансо-де-Вальдерадуей (ісп. Villazanzo de Valderaduey) — муніципалітет в Іспанії, у складі автономної спільноти Кастилія-і-Леон, у провінції Леон. Населення — 537 осіб (2010).
Муніципалітет розташований на відстані близько 260 км на північний захід від Мадрида, 50 км на схід від Леона.
На території муніципалітету розташовані такі населені пункти: (дані про населення за 2010 рік)
- Карбахаль-де-Вальдерадуей: 37 осіб
- Кастрільйо-де-Вальдерадуей: 39 осіб
- Мосос-де-Сеа: 39 осіб
- Ренедо-де-Вальдерадуей: 109 осіб
- Вальдескапа-де-Сеа: 19 осіб
- Велілья-де-Вальдерадуей: 87 осіб
- Вільядієго-де-Сеа: 79 осіб
- Вільявеласко-де-Вальдерадуей: 81 особа
- Вільясансо-де-Вальдерадуей: 47 осіб

## Демографія
Динаміка населення (INE ):